# 山海关近现代铁路附属建筑
山海关近现代铁路附属建筑，位于河北省秦皇岛市山海关区，是河北省文物保护单位。

## 简介
2008年，“英式公寓”、“日本行车公寓”、“津渝铁路山海关机务段、山海关车站旧址”这三个项目作为“山海关近现代铁路附属建筑”被列为河北省文物保护单位。具体情况为：
- 英式公寓：属于河北省文物保护单位“山海关近现代铁路附属建筑”，年代为1894年，分为以下多处：
  - 中铁山桥集团有限公司原教育处办公楼：年代为1894年，位于山海关桥梁厂，2010年代正由中铁山桥集团使用[2]。
  - 沈阳铁路局锦州分局老干部活动中心：年代为1894年，位于山海关南海道东侧，2010年代正由沈阳铁路锦州分局使用[2]。
- 日本行车公寓：属于河北省文物保护单位“山海关近现代铁路附属建筑”，年代为1938年，位于山海关南海道北端，2010年代正由中铁山桥集团使用[2]。
- 津榆铁路山海关机务段、山海关车站旧址：属于河北省文物保护单位“山海关近现代铁路附属建筑”，分为以下两处：
  - 山海关机务段旧址：年代为1903年，位于山海关路南铁路街中段，2010年代正由沈阳铁路公安局使用[2]。
  - 山海关车站旧址
- 山海关铁路外国工程师居所：年代为1910年，位于山海关工人新村，2010年代正由中铁山桥集团使用[2]。